# Amina Cachalia
Amina Cachalia, (née Asvat) le 28 juin 1930 et morte le 31 janvier 2013, est une militante anti-apartheid, féministe et femme politique sud-africaine.

## Biographie
Cachalia est née Amina Asvat à Vereeniging, en Afrique du Sud, le 28 juin 1930. Elle commence, adolescente, à faire campagne contre l'apartheid et la discrimination raciale. Elle devient une militante des droits des femmes,mettant notamment l'accent sur les questions économiques, tels que l'autonomie financière des femmes.
Amina et son mari Yusuf Cachalia sont des amis de Nelson Mandela avant son incarcération à Robben Island , en 1962.  Elle-même passe quinze ans en résidence surveillée tout au long des années 1960 et années 1970. Elle est la trésorière de la Fédération des Femmes Sud-Africaines (Fedsaw), membre de la Federation of Transvaal Women, de Transvaal Indian Youth Congress et du Transvaal Indian Congress  au cours de la période de l'apartheid.
En 1995, peu après la mort de son mari Yusuf Cachalia, Nelson Mandela demande à Cachalia de l'épouser, proposition à laquelle elle ne donne pas suite,. Mandela divorce Madikizela-Mandela un an plus tard, et épouse Graça Machel en 1998.
Cachalia est élue député à l'Assemblée Nationale de l'Afrique du Sud lors des élections générales sud-africaines de 1994, les premières élections multiraciales au suffrage universel. En 2004, elle reçoit l' Ordre de Luthuli en Bronze pour sa contribution à l'égalité des sexes, de l'égalité raciale et de la démocratie.>
Cachalia meurt à l'hôpital Milpark à Parktown Ouest, à Johannesbourg, le 31 janvier 2013, à l'âge de 82 ans de complications à la suite d'une opération d'urgence.
Ses funérailles ont lieu dans sa maison de Parkview, Johannesbourg, dans le respect des traditions et coutumes musulmanes. Elles sont suivies par le Président Jacob Zuma, l'ancien Président Thabo Mbeki, l'ancien Président Kgalema Motlanthe, vice-Président de l'ANC, Cyril Ramaphosa, l'ex-Première Dame Graca Machel, ancien ministre des Finances, Trevor Manuel, collègue militant Ahmed Kathrada , entre autres.
En mars 2013, 37 jours après sa mort, son autobiographie When Hope and History Rhyme [Quand riment Espoir et Histoire] est publiée,.